# Ільїн Анатолій Михайлович
Анатолій Михайлович Ільїн (рос. Анатолий Михайлович Ильин, нар. 27 червня 1931, Москва — † 10 лютого 2016) — радянський футболіст, нападник.
Насамперед відомий виступами за клуб «Спартак» (Москва), а також національну збірну СРСР.
П'ятиразовий чемпіон СРСР, володар Кубка СРСР. У складі збірної — олімпійський чемпіон.

## Клубна кар'єра
У дорослому футболі дебютував 1949 року виступами за команду клубу «Спартак» (Москва), кольори якої і захищав протягом усієї своєї кар'єри гравця, що тривала чотирнадцять років. У складі московського «Спартака» був одним з головних бомбардирів команди, маючи середню результативність на рівні 0,37 голу за гру першості. У складі «спартаківців» п'ять разів здобував титул чемпіона СРСР, двічі ставав найкращим бомбардиром радянської футбольної першості.

## Виступи за збірну
1952 року дебютував в офіційних матчах у складі національної збірної СРСР. Протягом кар'єри у національній команді, яка тривала 8 років, провів у формі головної команди країни 32 матчі, забивши 16 голів.
У складі збірної був учасником чемпіонату світу 1958 року у Швеції. Учасник футбольних турнірів на Олімпійських іграх 1952 року у Гельсінкі та на Олімпійських іграх 1956 року у Мельбурні, де збірна СРСР здобула олімпійське «золото». На переможній для радянських футболістів Олімпіаді-1956 став автором переможного гола у фінальному матчі змагання, принісши збірній СРСР перемогу над збірною Югославії (1:0) та, відповідно, олімпійське «золото».

## Титули і досягнення
- Чемпіон СРСР (5):

«Спартак» (Москва): 1952, 1953, 1956, 1958, 1962
- Володар Кубка СРСР (3):

«Спартак» (Москва): 1958
- Олімпійський чемпіон: 1956
- Найкращий бомбардир чемпіонату СРСР (2):

1954 (11 голів), 1958 (20 голів)